# سفارت ایالات متحده آمریکا در کیف
سفارت ایالات متحده آمریکا در کیف (به لاتین: Embassy of the United States) یک منطقهٔ مسکونی و نمایندگی سیاسی ایالات متحده آمریکا در اوکراین است که در کیف (اوکراین) واقع شده‌است.